# Ján Lehotský
Ján Lehotský nebo Janko Lehotský (* 16. dubna 1947, Bratislava, Československo) je slovenský zpěvák a skladatel, někdejší lídr slovenské skupiny Modus.

## Kariéra
Absolvoval studium tance a hry na klavír na konzervatoři v Bratislavě a studium hry na housle v LŠU. Od ukončení studií působil jako hudebník ve svobodném povolání. Patří k nejúspěšnějším skladatelům slovenské moderní populární hudby. Začínal ve skupinách Ľubo Belák sextet, New Blues Five a Gentlemeni.

### Skupina Modus
V roce 1972 nastoupil do skupiny Modus, v roce 1974 se stal po personálních změnách a znovuobjevení skupiny jejím lídrem. Prostřednictvím této skupiny, zejména její činností v letech 1976–1980, široce uplatnil svůj výrazný kompoziční talent a podílel se na formování i širokém společenském prosazení rockového modelu slovenské populární hudby. V 2. polovině 70. let 20. století patřil k největším hitmakerům v Československu a jeho písně si získaly v jednotě se zachováním základních uměleckých hodnot celostátní popularitu. Ve skupině Modus se uplatnil i jako zpěvák; ve svém projevu vycházel z rozvinutého bluesového a soulového cítění a ve spojení se zastřeným, mírně chraplavým hlasem vytvořil na slovenské hudební scéně zvláštní barevně výrazný pěvecký typ.

## Ocenění
- zlatá Bratislavská lyra (1979) – píseň Úsměv (interpretovala skupina Modus)
- stříbrná BL (1979) – píseň Vyznání (s Marikou Gombitovou)
- 3 bronzové BL – v roce 1976 píseň Lúčenie (Věra Špinarová); 1980 Tajemství her, a 1982 Zrcadlo let, obě Modus
- 1. cena na mezinárodním festivalu v Sopotech (Polsko) v roce 1980 za píseň Vyznání

## Hudební spolupráce
Zároveň se skupinou Modus a jeho sólisty (M. Žbirka, M.Gombitová, I. Novotná, Ľ.Stankovský, J.Paulíny, M.Vyskočány, M. Greksa a jiní) spolupracoval jako skladatel i s českou skupinou Bezinky, H. Blehárovou, K. Duchoněm, P. Hammelem, J. Kocianovou, M. Laiferovou, P. Lipou, M. Rottrovou, V. Špinarovou, H. Vondráčkovou a jinými.